# Alleanza Canadese
Alleanza Canadese è stato un partito politico canadese fondato nel 2000 dalla trasformazione del Partito della Riforma del Canada e confluito nel 2003 con il Partito Conservatore Progressista del Canada dando luogo al Partito Conservatore del Canada.

## Storia
Nel 2000 Manning diede vita all'Alleanza Canadese, formata dal PR e da partiti conservatori presenti in alcune province canadesi. L'iniziativa vide la forte opposizione dei Grassroots United Against Reform's Demise ("GUARD"), che vedevano in questo progetto un eccessivo spostamento del partito verso le posizioni dei conservatori. L'Alleanza scelse quale proprio leader Stockwell Day, che portò il nuovo partito ad ottenere il 25,5% dei voti e 66 seggi. Il buon risultato dell'Alleanza, però, non ne ridusse la conflittualità interna, tanto che nella Camera dei Comuni nacque la Democratic Representative Caucus, composta da tredici deputati filo-conservatori. Nel 2002 leader dell'Alleanza fu eletto Stephen Harper, particolarmente favorevole ad un'alleanza con i Conservatori progressisti. Infatti, nell'ottobre 2003 il PR e i PC diedero vita ad una comune carta di valori e, nel dicembre dello stesso anno, decisero di confluire in un unico partito, il Partito Conservatore del Canada. Nel marzo 2004 Harper ne fu eletto leader. Questa scelta non è stata apprezzata dalla componente "populista" del partito che dal 2005 ha cercato di creare un coordinamento tra i riformatori "storici".